# Jim Van Bebber
Jim VanBebber (nascut el 24 de novembre de 1964) és un director de cinema estatunidenc.
Nascut a Greenville (Ohio), VanBebber va assistir a la Wright State University on va estudiar cinema. En lloc d'utilitzar un préstec bancari per pagar un segon any d'universitat, va utilitzar els diners per finançar Deadbeat at Dawn, i va fundar la companyia de cinema independent Asmodeus Productions amb diversos col·legues. The Manson Family va trigar més de deu anys a completar-se.
El 2015 es va estrenar un documental sobre VanBebber titulat Diary of a Deadbeat: The Story of Jim VanBebber que cobreix la seva vida del 2010 al 2015.

## Filmografia
- Gator Green (2013)
- The Manson Family (1997)
- Video Collection (1984–1992) (1996) (vídeo de "Spasmolytic")
- Doper (1994)
- My Sweet Satan (1994)
- Roadkill: The Last Days of John Martin (1994)
- Kata (1990)
- Deadbeat at Dawn (1988)